# Philippia angustifolia
Philippia angustifolia là một loài thực vật có hoa trong họ Thạch nam. Loài này được (H. Perrier) Lavier miêu tả khoa học đầu tiên năm 1936.